# Le Républicain lorrain
Ne doit pas être confondu avec L'Est républicain.
Le Républicain lorrain est un quotidien régional français, appartenant au groupe de presse de la banque Crédit Mutuel (Groupe EBRA), dont le siège se trouve à Woippy dans la banlieue de Metz. Il est diffusé en Lorraine (Moselle et Pays Haut) en sept éditions locales grâce à sept rédactions, dont celle de Metz-Centre sise à Metz, rue Marguerite Puhl-Demange.

## Histoire

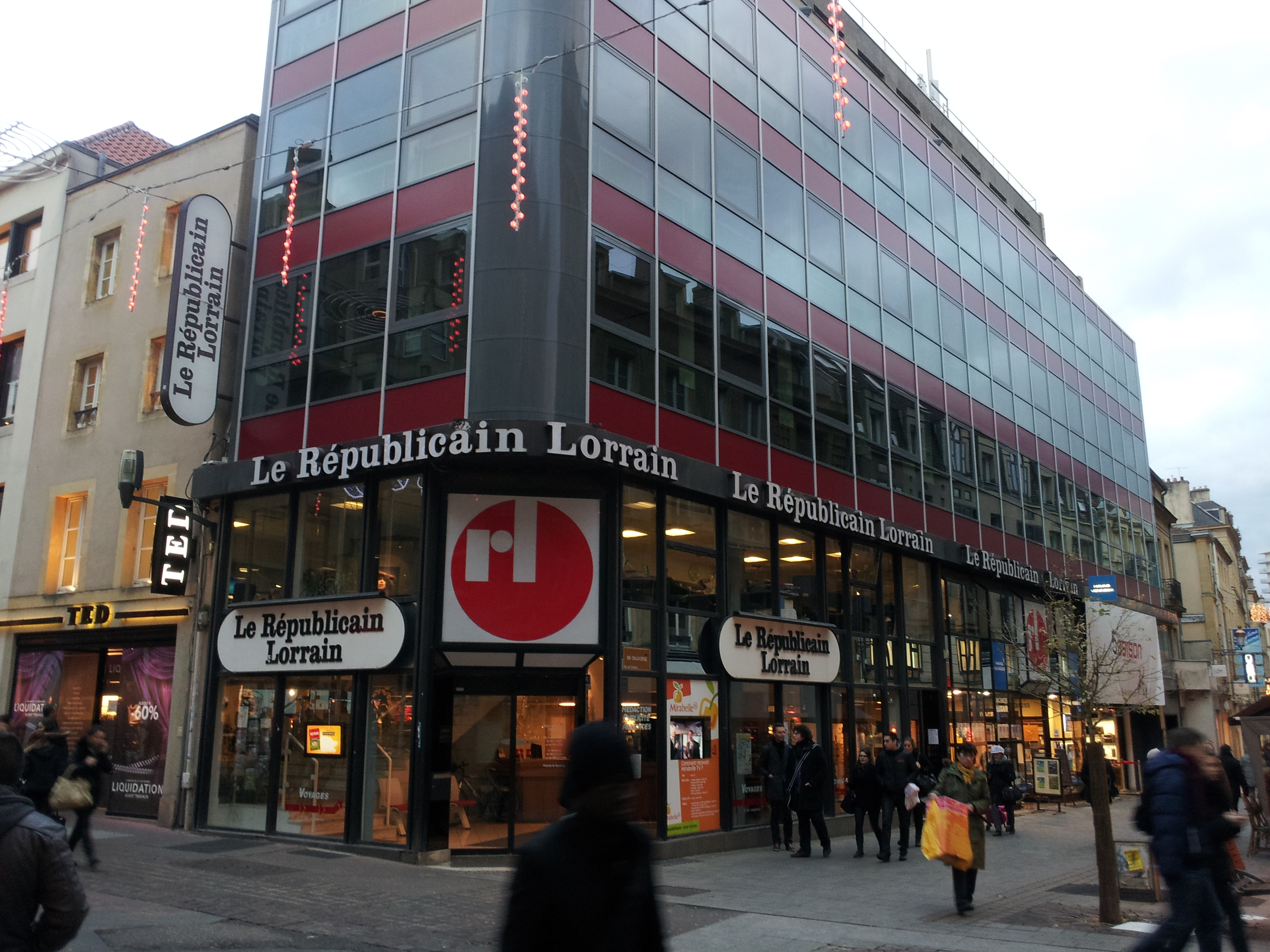
L'ancien siège de la rédaction locale de Metz du quotidien régional Le Républicain lorrain rue Serpenoise à Metz

### Fondation du journal
Le 19 juin 1919, quelques mois après le retour de l’Alsace-Lorraine à la France, paraît pour la première le Metzer Freies Journal, sous-titré Le Lorrain républicain en langue allemande (langue officielle en Alsace-Moselle depuis 1871 et langue écrite traditionnelle en Lorraine germanophone). Le lendemain, le sous-titre est changé en Républicain lorrain. La volonté de Victor Demange, créateur du journal, est de publier un journal « pro-français ».
Le 13 septembre 1936, un journal rédigé entièrement en français commence à paraître sous le titre de Le Républicain lorrain. Son premier rédacteur en chef est Henri Maire, venu des Vosges où il était le rédacteur en chef d'un journal d'opinion, Le Télégramme des Vosges, et où il était un militant de la droite « nationale », après avoir commencé sa carrière de journaliste en Moselle.
Le Metzer Freies Journal germanophone continue à paraître ; après la pause forcée pendant l'occupation allemande, le titre de cette édition est changé en France Journal, dont la parution cesse en 1989.
En 1932, le quotidien tire à 45 000 exemplaires par jour, puis en 1939, il dépasse les 50 000 exemplaires (le département de la Moselle comptant alors près de 700 000 habitants) .

### Arrêt de la publication
Le 14 juin 1940, Victor Demange ordonne l'arrêt de la publication du journal. Il confie à son neveu Albert Demange et au sous-directeur du journal la mission de soustraire à l'ennemi le matériel nécessaire à la confection de son quotidien. Il est caché dans un premier temps à Ruffec puis à Bordeaux afin de servir à la Résistance pour l'impression du Journal des réfugiés, qui étaient fort nombreux dans le sud du pays. Le journal reparaît le 1er février 1945.

### Après la Seconde Guerre mondiale
En décembre 1947, de terribles inondations sévissent dans l'Est de la France. La Meurthe, la Moselle, la Sarre et la Seille sortent de leurs lits et provoquent des dégâts sans précédent. Le journal est à l'origine d'un vaste élan de générosité en faveur des accidentés de la vie et des sinistrés des inondations. L'issue de cette action est la création du mouvement de solidarité Noël de Joie toujours existant, qui inspira à Jacques Kraemer la pièce de théâtre Noëlle de joie.
En 1958, la fille de Victor Demange, Marguerite Puhl-Demange, prend la tête du Républicain lorrain. Après la lutte pour assurer son existence, Le Républicain lorrain commence à prendre de l'importance dans la vie de la région. En 1971, la direction du journal soutient la candidature à la mairie de Metz de Jean-Marie Rausch, pour lequel elle fait campagne. Le Républicain lorrain restera fidèle à Rausch, souvent contre l'avis de sa rédaction, jusqu'au départ de la famille Puhl en 2007. Jean-Marie Rausch sera battu l'année suivante.
Le Républicain lorrain a eu trois noms depuis 1936 : d'abord « Le Républicain Lorrain » du 13 septembre 1936 au 14 juin 1940 et de nouveau du 1 février 1945 au 13 avril 1948 ; ensuite, il changea en « Le Républicain Lorrain Est Journal » du 13 juillet 1948 au 30 aout 1989 pour devenir à partir du 1 septembre 1989 jusqu'au 27 mars 2018  « Le Républicain Lorrain France Journal » et depuis Le Républicain Lorrain.

### Développement technique de l'impression
En 1962, le journal tire à 40 000 exemplaires par heure avec l'apparition de la quadrichromie. En 1969, les machines modernes achetées par le journal permettent un tirage à 45 000 exemplaires/heure. Enfin, en 1979, ce sont 50 000 exemplaires qui sont imprimés par heure, sur deux rotatives de marque Wifag. L'évolution technique permet la parution de la première une en couleurs, le 13 mars. Ce centre d'impression est définitivement arrêté le 27 mars 2018, date à laquelle l'impression est sous-traitée à L'Est Républicain.

### Changements de directions
Le lancement du site internet republicain-lorrain.fr a lieu le 12 juin 1996.
Marguerite Puhl-Demange meurt le 11 février 1999. Le 9 mars 1999, Claude Puhl, son mari, reprend la présidence du Républicain lorrain avec son fils Mathieu, qui en était déjà le directeur général.
Début 2006, Claude et Mathieu Puhl, les héritiers du fondateur, annoncent la vente de 100 % des actifs au Crédit mutuel Centre Est Europe. L'opération se réalise en mars 2007. Le chiffre d'affaires du Républicain lorrain était alors d'environ 100 millions d'euros, pour des pertes de 5,7 millions entre 2002 et 2004, avec toutefois des capitaux propres élevés (45 millions d'euros).
Dans les mois qui suivent cette vente, le potentiel rédactionnel du quotidien est considérablement amputé. Sur 155 journalistes, 36 ont choisi de quitter l'entreprise en bénéficiant de la clause de conscience garantie aux journalistes français, et quatorze embauches seulement ont été effectuées à la fin 2007. En mai 2008, quatre nouvelles titularisations de journalistes, précédemment employés à titre provisoire (CDD), ont été annoncées[réf. nécessaire].
À partir de 2010, date à laquelle il a également acquis le quotidien nancéien L'Est républicain, l'actionnaire prépare activement l'intégration du Républicain Lorrain à un groupe régional des journaux de Lorraine,. Les deux journaux subissent ainsi l'autorité d'un directeur général et d'un rédacteur en chef communs.

### Le journal actuel
En 2007, Pierre Wicker est nommé directeur du Républicain lorrain. Jean-Marc Lauer, jusqu'alors secrétaire général de la rédaction, reprend le poste de rédacteur en chef, assisté de Michel Klekowicki, précédemment grand reporter à La Liberté de l'Est.
Le 25 février 2011, le Républicain lorrain est déclaré « à vendre » par Michel Lucas, PDG du groupe propriétaire du journal. Une annonce qui fait suite à un mouvement de grève suivie largement par les salariés peu de temps auparavant, à la suite d'un appel national. Le 19 janvier 2012, le président du Crédit mutuel annonce qu'il renonce à vendre l'entreprise, après n'avoir rencontré que deux acheteurs potentiels. La déception au sein de l'entreprise est immense.
Le 11 janvier 2013, les trois imprimeries de labeur du Groupe républicain lorrain, filiale du Crédit mutuel, Est imprimerie, Imprimerie Michel et Interprint, sont vendues au groupe des Imprimeries Morault.
En juillet 2014, Pierre Wicker est poussé par Michel Lucas à faire valoir ses droits à la retraite. Il est remplacé par Christophe Mahieu, jusqu'alors PDG du Journal de Saône-et-Loire et du Bien Public, dont il a organisé la fusion en une seule entreprise.
En mars 2016, Michel Lucas est démis de la présidence du Crédit Mutuel au profit de Nicolas Théry. Dans un premier temps, celui-ci se désintéresse de la branche "presse" de la banque, avant de charger le cabinet June Partners de réaliser un audit de l'ensemble des journaux concernés, sous l'autorité de Philippe Carli, ancien président de Siemens France et ex-directeur général du groupe Amaury (L'Équipe). Celui-ci est chargé en septembre 2017 de mettre en œuvre ses propres préconisations et prend de facto la tête du groupe de presse EBRA . Philippe Carli et Christophe Mahieu lancent un vaste plan d'économies consistant dans un premier temps à arrêter les rotatives du Républicain Lorrain, installées jusqu'alors au siège de Woippy, et à faire imprimer le journal sur la rotative de L'Est républicain, à Houdemont, près de Nancy. Cette opération est jumelée au passage du journal au format tabloïd. 59 emplois sont supprimés,. Parallèlement, Philippe Carli met en place à l'échelle du groupe EBRA la réorganisation des rédactions dans la perspective de transformer les journaux en sites de presse tout en ligne, sur le modèle du "digital first", ce qui devrait entraîner de nouvelles suppressions d'emplois .
Le 13 juin 2018, Jean-Marc Lauer, rédacteur en chef, est remplacé par Sébastien Georges, précédemment directeur du quotidien Vosges Matin.
En avril 2025, Sébastien Georges quitte la rédaction en chef du Républicain lorrain, ainsi que celle de Vosges Matin et de L'Est républicain, suite au vote d'une motion de défiance des salariés. Il est remplacé par Frédérick Macé à partir du 12 mai 2025.

## Les éditions locales

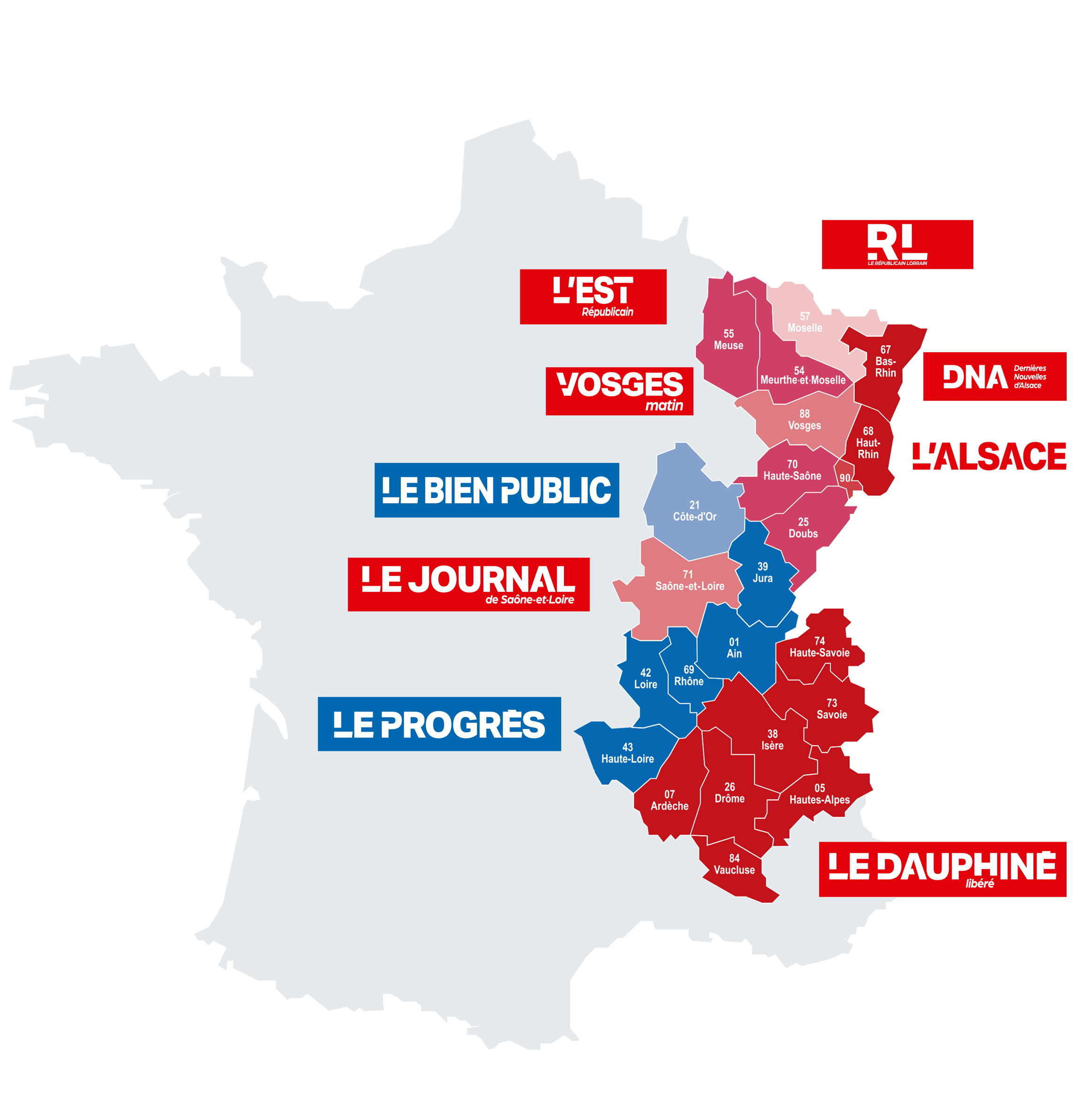
Carte de la zone géographique de couverture des titres EBRA.

En 2004, le RL compte 20 rédactions.
La nouvelle direction du Républicain lorrain annonce en septembre 2007 la réduction du nombre d'éditions de dix à sept par la fusion des éditions de Metz avec celle de la vallée de l'Orne, de Thionville avec Hayange, et de Briey avec Longwy.
En mars 2008, le journal édite les éditions de :
- Metz-Vallée de l'Orne [15];
- Thionville-Hayange ;
- Meurthe-et-Moselle Nord ;
- Forbach ;
- Sarreguemines-Bitche ;
- Sarrebourg-Château-Salins ;
- Saint-Avold-Creutzwald.

Le Républicain lorrain compte treize agences locales sur sa zone de diffusion. Le bureau régional à Nancy est fermé le 31 août 2012. Trois ans avant la fin de son bail, l'agence de Dieuze est fermée en 2024. L'agence de Hayange est fermée et sa rédaction déménagée à Thionville.

## Édition du mercredi
Le journal est vendu avec son supplément Diverto remplaçant TV hebdo.

## Édition du vendredi
Depuis 2012, le magazine Version Femina est ajouté dans le journal, de la même manière que TV MAG depuis 1984. Il est édité par Hachette Filipacchi Médias, TV MAG par Groupe Figaro.
En avril 2018, le supplément hebdomadaire Le Mag, jusqu'alors diffusé le dimanche, est distribué avec le journal du vendredi. Ce magazine est pour l'essentiel réalisé par la rédaction de L'Est Républicain.

## Structures affiliées du groupe Républicain lorrain

### Périodiques

#### Tout Info
Entre avril 2005 et 2009, le Républicain lorrain publie un hebdomadaire gratuit, Tout Info, diffusé à 50 000 exemplaires à Metz et Thionville.

#### Le Quotidien
Le Quotidien est un journal luxembourgeois en langue française dont le Républicain lorrain détient 50 % du capital.

### Autres activités

#### RL Communication
Agence de communication et de publicité dirigée par un ancien journaliste.

#### Éditions Serpenoise
Depuis 1977, les éditions Serpenoise, fondées par le père Serge Bonnet, assuraient la promotion des auteurs et du patrimoine lorrains en publiant de nombreux ouvrages[réf. nécessaire]. De 2008 à 2013, elles ont été animées par Antonella Krebs, grand reporter[réf. nécessaire]. Les éditions Serpenoise sont dissoutes en 2013 et leur activité intégrée aux Éditions du Quotidien, qui regroupent les activités similaires du Crédit mutuel .

#### RL TV News
RL TV News couvre l'actualité du Grand Est de la France pour LCI (Groupe TF1), I-Télé (Groupe Canal+) et produit des reportages sur des sujets d'actualité ou sportifs pour les principaux diffuseurs français (Arte Infos, M6 Actu, L'OM TV, Infosports…). Cette société est mise en sommeil en 2012.

## Identité visuelle

Logo du Républicain Lorrain du 1 septembre 1989 au 26 mars 2018.
Logo du Républicain Lorrain du 27 mars 2018 au 25 octobre 2022.
Logo actuel du Républicain Lorrain depuis le 26 octobre 2022.

## Formats
Le format de la version papier (540 x 385 mm) devait passer au format berlinois en 2008, selon le souhait du directeur général Mathieu Puhl. Son successeur Pierre Wicker, issu du groupe Crédit mutuel, a abandonné ce projet en septembre 2007. 
Un changement de formule est intervenu le 2 octobre 2008, avec une nouvelle une et le passage à deux cahiers dont un consacré aux éditions locales. Cette évolution a été rendue possible grâce à l'achat d'une encarteuse.
Le journal est passé au format tabloïd le 27 mars 2018, et est depuis imprimé par la rotative de L'Est Républicain à Houdemont, près de Nancy. La forme et le contenu du Républicain Lorrain ont été alignés sur ceux de son ancien concurrent. 

## Finances
Comme la plupart des titres de presse français, Le Républicain lorrain touche de fortes subventions de l’État. Ainsi, il a perçu 2,74 millions d’euros de la part du fonds d'aide à la modernisation de la presse de 2003 à 2010.